# Futbolista soviètic de l'any
El premi al Futbolista soviètic de l'any va ser un títol atorgat pels periodistes del diari esportiu Football al millor futbolista de la Unió Soviètica des de 1964 fins a 1991. Cada periodista nomenava cada any els seus tres millors jugadors, obtenint aquests 3 punts el primer, dos el segon i un el tercer.
La idea del premi va aparèixer just després que Lev Yashin rebé la Pilota d'Or el 1963. Van decidir que a final de temporada atorgarien aquest i altres premis, com ara el de millor porter de l'any o el millor golejador de l'any (que guanyava el màxim golejador de la Lliga Soviètica). Abans de convertir-se en un premi oficial el 1964, a la dècada dels 50 els diaris Moskovski Komsomólets i Komsomolskaya Pravda estaven realitzant enquestes pròpies per homenatjar el millor futbolista. del país.

## Llista de guanyadors
| 0Any0 | 0Posició0 | 0Jugador0                | 0Club0                   | 0Punts0 | 0Notes0 |
| ----- | --------- | ------------------------ | ------------------------ | ------- | --- |
| 1964  | 01er      | 0Valery Voronin0         | Torpedo Moscou           | 186     | |
| 1964  | 02n       | 0 Valentin Ivanov0       | Torpedo Moscou           | 85      | |
| 1964  | 03r       | 0 Slava Metreveli0       | 0 Dinamo Tbilisi         | 80      | |
| 1965  | 01er      | 0Valery Voronin0         | Torpedo Moscou           | ?       | Només es van anunciar els guanyadors; més tard es va establir que Streltsov va acabar segon.                                   |
| 1965  | 02n       | 0 Eduard Streltsov0      | Torpedo Moscou           | ?       | Només es van anunciar els guanyadors; més tard es va establir que Streltsov va acabar segon.                                   |
| 1966  | 01er      | 0Andriy Biba0            | 0FC Dinamo de Kíev0      | 94      | Yashin i Shesternev van obtenir el mateix nombre de punts,però Yashin es va classificar més alt per tenir més vots en 1r lloc. |
| 1966  | 02n       | 0 Lev Yashin0            | 0 Dynamo Moscou 0        | 75      | Yashin i Shesternev van obtenir el mateix nombre de punts,però Yashin es va classificar més alt per tenir més vots en 1r lloc. |
| 1966  | 03r       | 0 Albert Shesternev0     | 0 CSKA Moscou            | 75      | Yashin i Shesternev van obtenir el mateix nombre de punts,però Yashin es va classificar més alt per tenir més vots en 1r lloc. |
| 1967  | 01er      | 0Eduard Streltsov0       | Torpedo Moscou           | 155     | |
| 1967  | 02n       | 0 Murtaz Khurtsilava0    | 0 Dinamo Tbilisi 0       | 84      | |
| 1967  | 03r       | 0 Anatoliy Byshovets0    | 0 FC Dinamo de Kíev 0    | 31      | |
| 1968  | 01er      | 0Eduard Streltsov0       | Torpedo Moscou           | 206     | |
| 1968  | 02n       | 0 Murtaz Khurtsilava0    | 0 Dinamo Tbilisi 0       | 107     | |
| 1968  | 03r       | 0 Albert Shesternev0     | 0 CSKA Moscou 0          | 41      | |
| 1969  | 01er      | 0Vladimir Muntyan0       | 0FC Dinamo de Kíev0      | 223     | |
| 1969  | 02n       | 0 Anzor Kavazashvili0    | 0 Spartak Moscou 0       | 170     | |
| 1969  | 03r       | 0 Albert Shesternev0     | 0 CSKA Moscou 0          | 76      | |
| 1970  | 01er      | 0Albert Shesternyov0     | 0CSKA Moscou0            | 298     | |
| 1970  | 02n       | 0 Vladimir Fedotov0      | 0 CSKA Moscou 0          | 159     | |
| 1970  | 03r       | 0 Viktor Bannikov0       | 0 FC Dinamo de Kíev 0    | 73      | |
| 1971  | 01er      | 0Evhen Rudakov0          | 0FC Dinamo de Kíev0      | 298     | |
| 1971  | 02n       | 0 Viktor Kolotov0        | 0 FC Dinamo de Kíev 0    | 200     | |
| 1971  | 03r       | 0 Eduard Markarov0       | 0 Ararat Yerevan 0       | 61      | |
| 1972  | 01er      | 0Yevgeny Lovchev0        | 0Spartak Moscou0         | 188     | |
| 1972  | 02n       | 0 Evhen Rudakov0         | 0 FC Dinamo de Kíev 0    | 156     | |
| 1972  | 03r       | 0 Murtaz Khurtsilava0    | 0 Dinamo Tbilisi 0       | 140     | |
| 1973  | 01er      | 0Oleg Blokhin0           | 0FC Dinamo de Kíev0      | 207     | |
| 1973  | 02n       | 0 Arkady Andriasyan0     | 0 Ararat Yerevan0        | 156     | |
| 1973  | 03r       | 0 Vladimir Pilguy0       | 0 Dynamo Moscou0         | 82      | |
| 1974  | 01er      | 0Oleg Blokhin0           | 0FC Dinamo de Kíev0      | 236     | |
| 1974  | 02n       | 0 Vladimir Veremeev0     | 0 FC Dinamo de Kíev0     | 62      | |
| 1974  | 03r       | 0 Aleksandr Prokhorov0   | 0 Spartak Moscou0        | 60      | |
| 1975  | 01er      | 0Oleg Blokhin0           | 0FC Dinamo de Kíev0      | 362     | |
| 1975  | 02n       | 0 Vladimir Veremeev0     | 0 FC Dinamo de Kíev0     | 108     | |
| 1975  | 03r       | 0 Yevgeni Lovchev0       | 0 Spartak Moscou0        | 99      | |
| 1976  | 01er      | 0Vladimir Astapovskiy0   | 0CSKA Moscou0            | 256     | |
| 1976  | 02n       | 0 David Kipiani0         | 0 Dinamo Tbilisi0        | 136     | |
| 1976  | 03r       | 0 Oleg Blokhin0          | 0 FC Dinamo de Kíev0     | 116     | |
| 1977  | 01er      | 0David Kipiani0          | 0Dinamo Tbilisi0         | 323     | |
| 1977  | 02n       | 0 Oleg Blokhin0          | 0 FC Dinamo de Kíev0     | 198     | |
| 1977  | 03r       | 0 Yuriy Dehteryov0       | 0 Shakhter Donetsk0      | 171     | |
| 1978  | 01er      | 0Ramaz Shengelia0        | 0Dinamo Tbilisi0         | 235     | |
| 1978  | 02n       | 0 Oleg Blokhin0          | 0 FC Dinamo de Kíev0     | 156     | |
| 1978  | 03r       | 0 Georgi Yartsev0        | 0 Spartak Moscou0        | 135     | |
| 1979  | 01er      | 0Vitali Starukhin0       | 0Shakhter Donetsk0       | 248     | |
| 1979  | 02n       | 0 Vagiz Khidiyatullin0   | 0 Spartak Moscou0        | 175     | |
| 1979  | 03r       | 0 Yuri Gavrilov0         | 0 Spartak Moscou0        | 172     | |
| 1980  | 01er      | 0Aleksandr Chivadze0     | 0Dinamo Tbilisi0         | 259     | |
| 1980  | 02n       | 0 Oleg Blokhin0          | 0 FC Dinamo de Kíev0     | 187     | |
| 1980  | 03r       | 0 Vagiz Khidiyatullin0   | 0 Spartak Moscou0        | 103     | |
| 1981  | 01er      | 0Ramaz Shengelia0        | 0Dinamo Tbilisi0         | 360     | |
| 1981  | 02n       | 0 Oleg Blokhin0          | 0 FC Dinamo de Kíev0     | 217     | |
| 1981  | 03r       | 0 Leonid Buryak0         | 0 FC Dinamo de Kíev0     | 112     | |
| 1982  | 01er      | 0Rinat Dasaev0           | 0Spartak Moscou0         | 400     | |
| 1982  | 02n       | 0 Anatoliy Demyanenko0   | 0 FC Dinamo de Kíev0     | 120     | |
| 1982  | 03r       | 0 Andrei Yakubik0        | 0 Pakhtakor Tashkent0    | 117     | |
| 1983  | 01er      | 0Fyodor Cherenkov0       | 0Spartak Moscou0         | 442     | |
| 1983  | 02n       | 0 Rinat Dasaev0          | 0 Spartak Moscou0        | 181     | |
| 1983  | 03r       | 0 Aleksandr Chivadze0    | 0 Dinamo Tbilisi0        | 91      | |
| 1984  | 01er      | 0Hennadiy Litovchenko0   | 0Dnipro Dnipropetrovsk0  | 397     | |
| 1984  | 02n       | 0 Mikhail Biryukov0      | 0 FC Zenit Leningrad0    | 222     | |
| 1984  | 03r       | 0 Yuri Gavrilov0         | 0 Spartak Moscou0        | 75      | |
| 1985  | 01er      | 0Anatoliy Demyanenko0    | 0FC Dinamo de Kíev0      | 409     | |
| 1985  | 02n       | 0 Oleg Protasov0         | 0 Dnipro Dnipropetrovsk0 | 393     | |
| 1985  | 03r       | 0 Fyodor Cherenkov0      | 0 Spartak Moscou0        | 306     | |
| 1986  | 01er      | 0Aleksandr Zavarov0      | 0FC Dinamo de Kíev0      | 357     | El 1986 Igor Belanov va guanyar la Pilota d'Or però no va poder convertir-se en el millor jugador de l'URSS.                   |
| 1986  | 02n       | 0 Igor Belanov0          | 0 FC Dinamo de Kíev0     | 313     | El 1986 Igor Belanov va guanyar la Pilota d'Or però no va poder convertir-se en el millor jugador de l'URSS.                   |
| 1986  | 03r       | 0 Oleg Blokhin0          | 0 FC Dinamo de Kíev0     | 81      | El 1986 Igor Belanov va guanyar la Pilota d'Or però no va poder convertir-se en el millor jugador de l'URSS.                   |
| 1987  | 01er      | 0Oleg Protasov0          | 0Dnipro Dnipropetrovsk0  | 256     | |
| 1987  | 02n       | 0 Alexei Mikhailichenko0 | 0 FC Dinamo de Kíev0     | 144     | |
| 1987  | 03r       | 0 Rinat Dasaev0          | 0 Spartak Moscou0        | 120     | |
| 1988  | 01er      | 0Alexei Mikhailichenko0  | 0FC Dinamo de Kíev0      | 482     | |
| 1988  | 02n       | 0 Rinat Dasaev0          | 0 Spartak Moscou0        | 109     | |
| 1988  | 03r       | 0 Fyodor Cherenkov0      | 0 Spartak Moscou0        | 81      | |
| 1989  | 01er      | 0Fyodor Cherenkov0       | 0Spartak Moscou0         | 345     | |
| 1989  | 02n       | 0 Stanislav Cherchesov0  | 0 Spartak Moscou0        | 172     | |
| 1989  | 03r       | 0 Vladimir Bessonov0     | 0 FC Dinamo de Kíev0     | 164     | |
| 1990  | 01er      | 0Igor Dobrovolski0       | 0Dynamo Moscou0          | 259     | |
| 1990  | 02n       | 0 Sergei Yuran0          | 0 FC Dinamo de Kíev0     | 115     | |
| 1990  | 03r       | 0 Aleksandr Mostovoi0    | 0 Spartak Moscou0        | 68      | |
| 1991  | 01er      | 0Igor Kolyvanov0         | 0Dynamo Moscou0          | 229     | |
| 1991  | 02n       | 0 Aleksandr Mostovoi0    | 0 Spartak Moscou0        | 153     | |
| 1991  | 03r       | 0 Igor Korneev0          | 0 CSKA Moscou0           | 148     | |

## Palmarès per club
| Club                     | Títols | Anys que ho va guanyar algun dels seus jugadors        |
| ------------------------ | ------ | ------------------------------------------------------ |
| 0 Dinamo de Kíiv         | 9      | 01966, 1969, 1971, 1973, 1974, 1975, 1985, 1986, 19880 |
| 0 Dynamo Tbilisi         | 4      | 01977, 1978, 1980, 1981                                |
| 0 Spartak Moscou         | 4      | 01972, 1982, 1983, 1989                                |
| 0 Torpedo Moscou         | 4      | 01964, 1965, 1967, 1968                                |
| 0 CSKA Moscou            | 2      | 01970, 1976                                            |
| 0 Dnipro Dnipropetrovsk0 | 2      | 01984, 1987                                            |
| 0 FC Dynamo Moscou       | 2      | 01990, 1991                                            |
| 0 Shakhter Donetsk       | 1      | 01979                                                  |

## Palmarès per jugador
| Jugador             | Victòries | Any que ho va guanyar |
| ------------------- | --------- | --------------------- |
| 0 Oleg Blokhin      | 3         | 01973, 1974, 19750    |
| 0 Fyodor Cherenkov0 | 2         | 01983, 19890          |
| 0 Ramaz Shengelia0  | 2         | 01978, 19810          |
| 0 Eduard Streltsov  | 2         | 01967, 19680          |
| 0 Valery Voronin    | 2         | 01964, 19650          |